# Julia Murray
Julia Murray (Vancouver, 23 de diciembre de 1988) es una deportista canadiense que compitió en esquí acrobático, especialista en la prueba de campo a través.
Ganó una medalla de plata en el Campeonato Mundial de Esquí Acrobático de 2011. Participó en los Juegos Olímpicos de Vancouver 2010, ocupando el décimo lugar en su especialidad.

## Medallero internacional
| Campeonato Mundial | Campeonato Mundial           | Campeonato Mundial | Campeonato Mundial |
| Año                | Lugar                        | Medalla            | Competición        |
| ------------------ | ---------------------------- | ------------------ | ------------------ |
| 2011               | Deer Valley (Estados Unidos) | Medalla de plata   | Campo a través     |